# Pokémon Go
Pokémon Go (stylizováno jako Pokémon GO) je mobilní aplikace a videohra založená na principu rozšířené reality, spuštěna byla v červenci 2016. Prostřednictvím aplikace propojuje herní prostředí s reálným světem, k čemuž se využívá GPS a kamera telefonu. Hru vyvinuli vývojáři společnosti Niantic Inc. a na produkci se podílela také firma Pokémon Company, kterou spoluvlastní Nintendo.
Kromě chytání 898 Pokémonů nabízí hra další aktivity, jako jsou následné souboje mezi hráči (PvP prvky) anebo společné bitvy proti nestandardně silnějším Pokémonům - bossům (PvE prvek hry)

## Průběh hry
Hra začíná zvolením postavy (pohlaví a vizuálního vzhledu- který je posléze možno ve hře dále upravovat).
Posléze se hráči začnou objevovat pokémoni- ty je možné chytat, k tomu je potřeba pokéball (různé typy pokémonů mají různou obtížnost na chycení).
Pokéballů není neomezené množství a další je možné získat navštěvováním tzv. pokéstopů, které existují typicky na historických místech, sochách a zajímavostech. Z pokéstopů hráči získávají prakticky všechny herní předměty - kromě pokémona - například ale je možno získat i vajíčka, které lze posléze umístit do herního inkubátoru a za pomocí nachozených kilometrů se dříve, či později vylíhnou noví pokémoni.
Součástí hry, i když ne tím hlavním, jsou souboje, které na takzvaných gymech (další místa v reálném světě, která se nacházejí náhodně na podobných místech jako zmíněné pokéstopy)- po dosáhnutí 5 úrovně si hráč vybírá jeden z 3 týmů (Mystic - modří, Valor - červení a Instinct - žlutí) - v případě úspěšného poražení střežícího pokémona cizího týmu je možné do gymu umístit svého pokémona, a podle toho, jak dlouho v gymu hráčův pokémon vydrží, hráč získá adekvátní poměr tzv. pokécoinů- měny, za kterou se později dají kupovat další herní předměty v herním obchodě. 
Relativní novinkou jsou tzv. raidy, které se rozlišují dle ruzných úrovní obtížnosti (1-5), které umožňují kooperativní bitvu proti bossovi.

### Průběh raidu
Na gymu se napřed objeví vajíčko, které má hodinový odpočet, který jakmile uběhne, vylíhne se pokémon. Buď to jsou pokémoni, které lze ve hře získat klasicky, nebo to jsou speciální pokémoni, které ve volné hře nenajdete. 
Jakmile se vylíhne pokémon, začíná mu 45 minutový odpočet - po tuto dobu je s ním možné bojovat. Raidy resp. tito pokémoni- bossové - jsou rozdělené do pěti úrovní obtížnosti (levelů) a pro vyšší úroveň je obvykle nutné bojovat ve více lidech. (úroveň 1-3 obvykle zvládne dobře připravený hráč sám, úroveň 4 a 5 už obvykle vyžaduje pomoc od ostatních hráčů- byť stále technicky hra umožňuje aby byl v bitvě pouze jediný hráč sám)
V případě raidu na obtížnosti 5 se jedná vždy o souboje proti legendárním (vzácných a silnějších) pokémonům z různých generací, které se pravidelně obměňují. Čím lepší pokémony hráč má, tím snazší je pro něj v raidech bojovat. Jakmile je boj ukončen, hráč získá pokébally a snaží se pokémona chytit a přidat si ho tak do své sbírky, chycení není podmíněné. 
V srpnu 2020 Niantic na Twitteru oznámil, že raidy 2 a 4 úrovně již ve hře nejsou.
Za to vše se samozřejmě hráči střádají body a zkušenosti, které hráče posunují na další úrovně.

## Generace
Dohromady je ve hře 9 generací pokémonů. V první generaci (Kanto) je 151 pokémonů a ve druhé generaci (Johto) přes 90. V říjnu roku 2017 (na Halloween) vyšla menší část generace (5 pokémonů) číslo 3. Doplněna byla postupně a stále někteří pokémoni chybí. Celkem se ve třetí generaci nachází 134 pokémonů. V říjnu roku 2018 vyšla 4. generace (Sinnoh) a v lednu 2019 5. generace (Unova). Byli přidány i 6.(Kalos), 7. (Alola), 8. (Galar), a 9. (Paldea). Byla přidána i oblast Hisui se 7 Pokémony.

## Hra po vydání
Při vydání bylo stažení této videohry omezené a v Česku nebylo možné oficiálně hru stahovat. Hra byla oficiálně přístupná jen v USA, na Novém Zélandu a v Austrálii. Později se objevily způsoby, jak tyto problémy obejít, a Android verze se objevila k dispozici na Google Play. Od 16. července 2016 lze si již ověřeným způsobem hru do telefonu nainstalovat jak v případě systému Android, tak i systému iOS.
- Nintendu se díky tomuto hernímu experimentu vzápětí po uvedení trojnásobně zvedla hodnota akcií.

- Po spuštění hry se objevily zásadní pády aplikace, kvůli přetížení serverů.

- Hra týden po svém spuštění předběhla v počtu aktivních uživatelů například sociální síť Twitter nebo Tinder.[3][4]

## Předměty (itemy)
Ve hře samotné se vyskytují herní předměty sloužící k různým účelům.
- Pokébally- slouží chytání a uchovávání pokémonů
  - základní jsou červené, dále jsou ve hře ještě modré (great ball), žluto-černě pruhované (ultra ball) a fialový (Master ball) se 100% šancí na chycení pokémona
  - lepší pokéball usnadňuje chycení pokémona a také zaručuje větší šanci, že pokémon z pokéballu nevyskočí a neuteče
- Lure - „vábnička“- vábí pokémony ke speciálním místům v herním světě (pokéstopu, tj. místo, kde lze herní předměty získávat a používat)
- Incense- funguje obdobně jako Lure, ale láká pokémony k danému hráči, který tento si předmět aktivuje
- Potions (lektvary) - „Potion“ má léčivé vlastnosti a vrátí zraněnému pokémonovi životy (pokud je nemá na nule)
  - ve hře jsou 4 typy: Normální „Potion“, doplňuje 20 životů, „Super Potion“, který doplňuje 50 životů, „Hyper Potion“, doplňuje 200 a „Max Potion“, který vyléčí pokémona na jeho maximální počet životů.
- Revive - krystaly, které oživují poražené pokémony
  - existují 2 typy: základní  „Revive“, který a přidá mu polovinu životů z jejich maximálního počtu životů a „Max Revive“, který zároveň s oživením pokémona plně vyléčí.
- Berry (berries)- různé typy bobulí a ovoce pro pokémony s různými typy účinků- např. maliny, které zklidní pokémona a usnadňují jeho chycení
- Camera- určeno pro focení pokémona v modu Chytání
- Lucky Egg- na 30 minut garantuje danému hráči dvojnásobný zisk zkušeností

V 2. generaci byli přidány nové předměty:
- Nové Razz Bery: Nanab Berry (uklidní pokémona), Pinap Berry (zdvojnásobí počet získaných candy - jakési dobrůtky, potřebné pro vývoj a posílení pokémona - za chycení pokémona)
- Evoluční předměty: Do hry byly přidány evoluční předměty, které se dají použít ve speciálních případech pro vyvinutí pokémona na další stádium evoluce (někteří pokémoni vyžadují tento speciální předmět).

### Evoluční předměty a jejich určení
| Předmět      | Pokémon   | Evoluce   |
| ------------ | --------- | --------- |
| Up-grade     | Porygon   | Porygon2  |
| Dragon scale | Seadra    | Kindgra   |
| Kings rock   | Poliwhirl | Politoed  |
| Kings rock   | Slowpoke  | Slowking  |
| Sun stone    | Sunkern   | Sunflora  |
| Sun stone    | Gloom     | Bellossom |
| Metal coat   | Onix      | Steelix   |
| Metal Coat   | Scyther   | Scizor    |

## V ostatních zařízeních
Jiná zařízení než mobil na kterých se dá Pokémon GO také hrát.

### Pokémon Go Plus
Pokémon Go Plus je doprovodné zařízení vyvinuté speciálně pro hru Pokémon Go. Je kompatibilní s iPhone od verze 5 a se zařízením Android 4.4–6.0. S Pokémon Go Plus se dají vybírat pokéstopy a dají se chytat pokémoni. Pro souboje s hráči je potřeba telefon.

### Apple Watch
Ve dne 23. 12. 2016 byla vydána bezplatná doprovodná aplikace na Apple Watch. Umožňovala výběr pokémonů, otvírání vajíček a poskytovala informace o nejbližším pokémonovi. Pro chytání a souboje s hráči byl již potřeba telefon. Pro aplikaci byla v 1. června 2019 ukončena podpora a byla stažena z obchodu.

## Přijetí a prodeje

### Ocenění
Na udílení videoherních cen The Game Awards za rok 2016 získal Pokémon Go první místo v kategoriích Nejlepší hra na mobil/handheld a Nejlepší rodinná hra.

## Kritika a incidenty

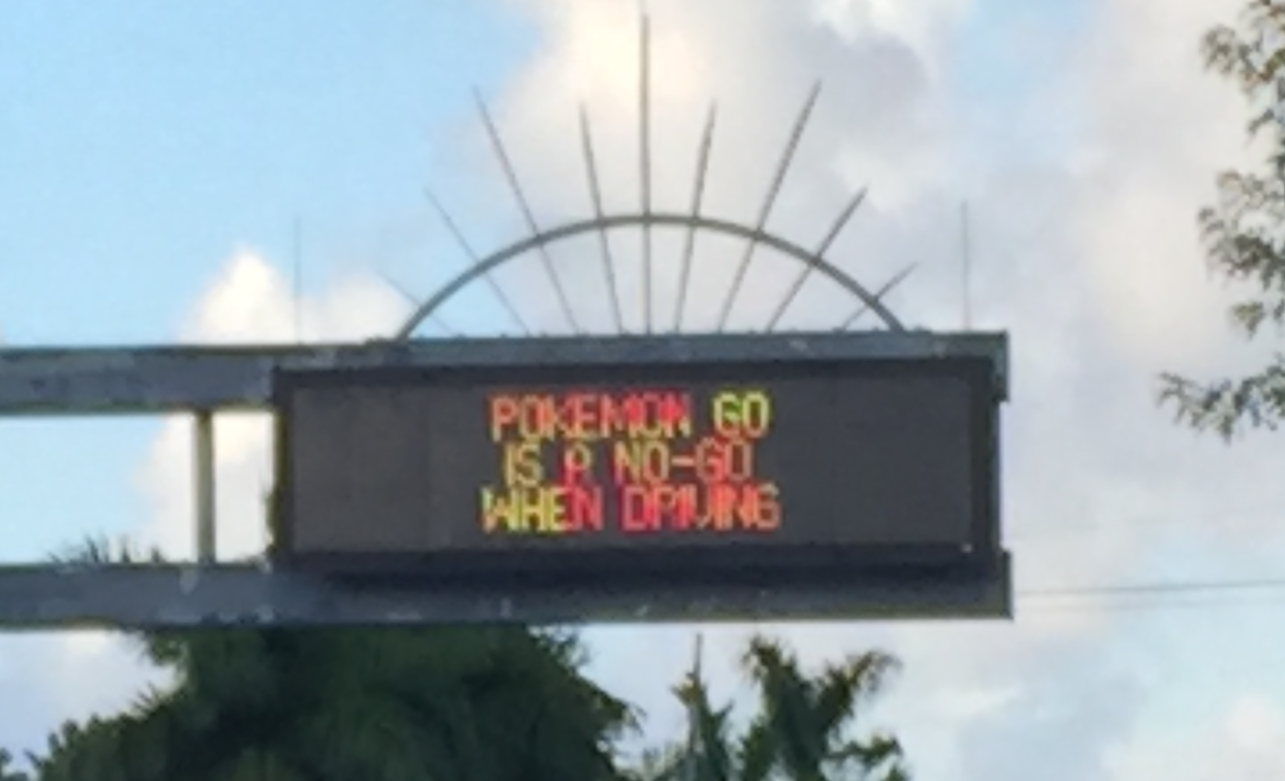
Značení varující řidiče ve floridském Fontainebleau, aby během jízdy nehráli Pokémon Go

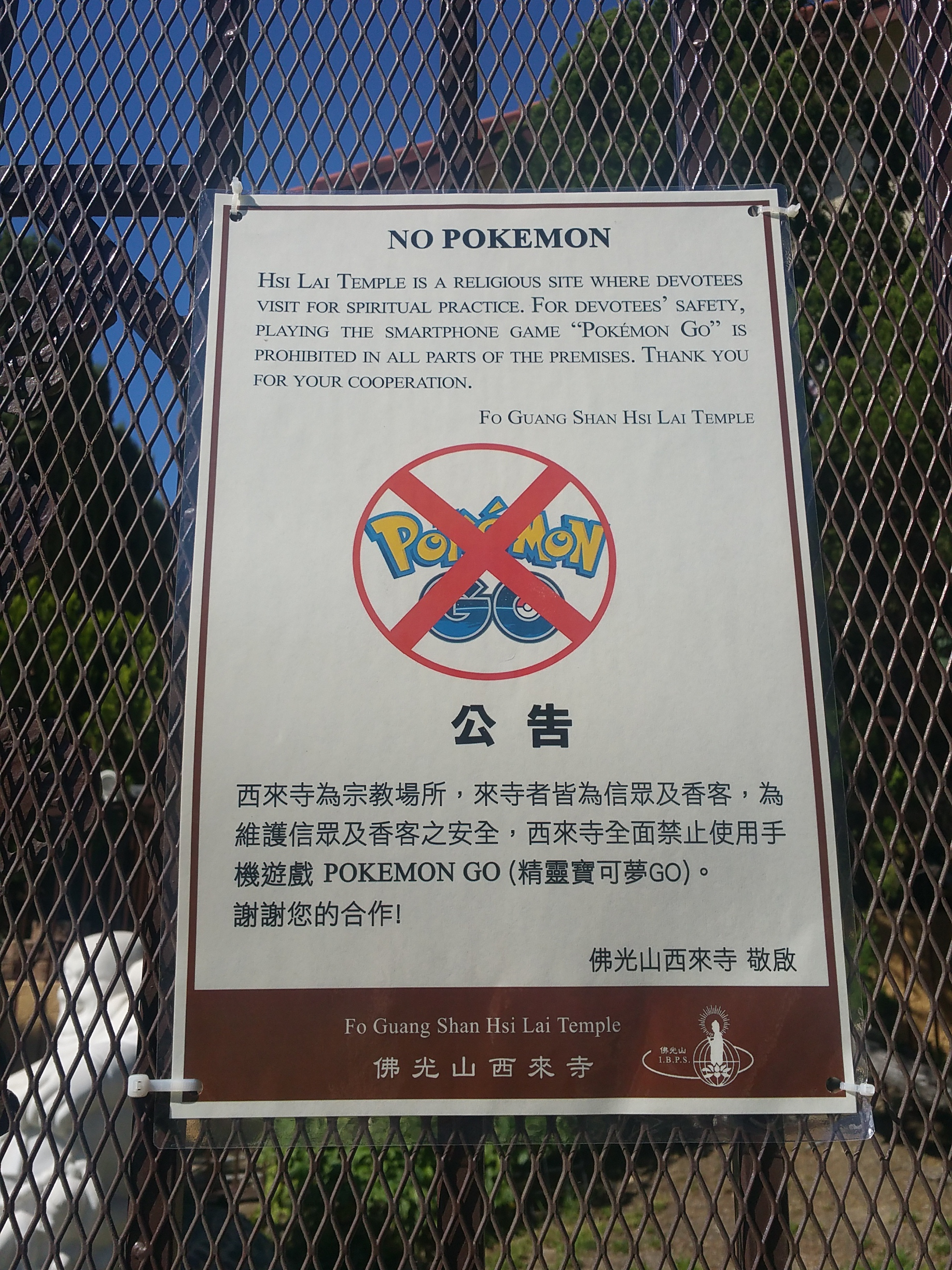
Zákaz hraní hry v areálu kalifornského chrámu Hsi Lai

Ruský blogger zaměřující se na hru Pokémon Go Ruslan Sokolovskij se natočil na video při hraní této hry v ruském pravoslavném chrámu, čímž si vysloužil trestní stíhání za extremismus a urážení citů věřících. Sokolovskij to komentoval takto: „Chtěl jsem popřít myšlenku, že lze trestat za lov Pokémonů v kostelech. Zdálo se mi to jako naprostý nesmysl, nějaké tmářství, protože na to, aby tě mohli zavřít, musíš opravdu něco spáchat, a ne se projít s telefonem v kostele, kde jsem nijak nerušil.“ Soud v Jekatěrinburgu Sokolovského odsoudil k podmíněnému trestu odnětí svobody na tři a půl roku.